# Drepanoides anomalus
Drepanoides anomalus (чорнокомірцева змія) — вид змій родини полозових (Colubridae). Мешкає в Амазонія. Це єдиний представник монотипового роду Drepanoides.

## Поширення і екологія
Чорнокомірцеві змії мешкають в Колумбії, Еквадорі, Перу, Болівії, Бразилії і Французькій Гвіані. Вони живуть у вологих тропічних лісах, на висоті до 100 м над рівнем моря. Ведуть нічний спосіб життя. Живляться плазунами та їх яйцями.